# 普萨美提克三世
普萨美提克三世（Psammetique III）是古埃及第二十六王朝的最后一位法老。他的执政期为前526年至前525年。我们对他的统治和生活所了解的大部分内容来自于前5世纪希腊历史学家希羅多德的记载。他的统治时间短于六个月，此后他被波斯国王冈比西斯二世在贝鲁西亚（Pelusium）击败。他被俘，被带到苏萨后被处死。

## 家庭
普萨美提克三世是法老雅赫摩斯二世与他的王后之一的孩子，但是他的名字里包含他继母以及王朝里他父亲自己推翻的因素。他父亲统治了44年，当时埃及很昌盛，死后他于前526年继位。据希罗多德报道他有一个叫雅赫摩斯的儿子。他还有妻子和女儿，但是他们的名字没有被传下来。

## 战败和被俘
普萨美提克三世的统治时间不到六个月。这位年轻而没有经验的法老可能尽了全力来抵挡敌人的入侵，但是埃及无法对付波斯帝国。冈比西斯二世指挥的军队在阿拉伯人的帮助下穿过西奈半島和沙漠。双方于前525年春在埃及的东方前线城市贝鲁西亚决战。普萨美提克三世被他的一个同盟者出卖后被战败。普萨美提克三世逃到孟斐斯。波斯在经过长期围攻后占据了孟斐斯，俘虏了普萨美提克三世。随后冈比西斯二世下令处死两千市内的显贵，包括普萨美提克三世的一个儿子。

## 处死

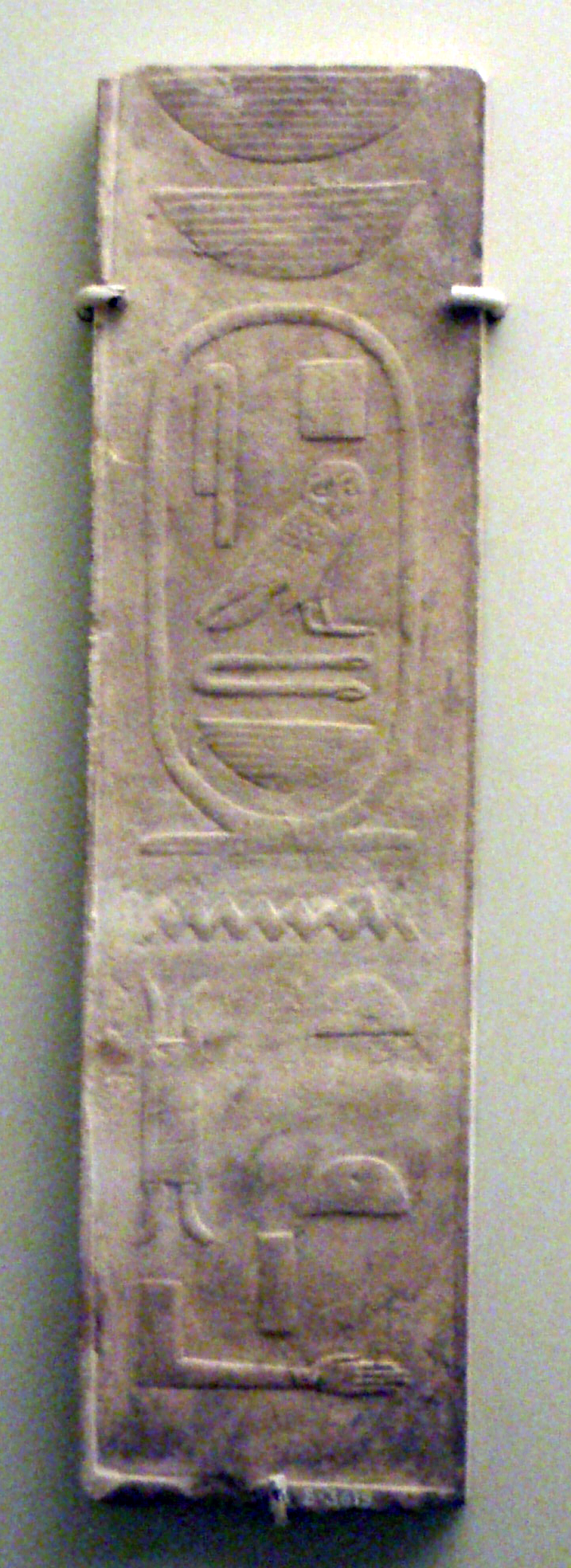
一块带有普萨美提克名字的石碑，这里可能指的是普萨美提克三世。加拿大多伦多皇家安大略博物館

希羅多德在他《历史》的第三卷中说，普萨美提克三世的女儿沦为奴隶、儿子被处死、朋友貶为乞丐。三人全被带到他眼前来测试他的反应，他只有在看到乞丐的时候露出愤怒的表情。普萨美提克三世本人則被囚禁到苏萨，起初他的待遇比较好，但由于他试图策谋反抗冈比西斯，最終被迫飲下汙濁的牛血（雄黃）而死。